# Juan Meseguer
Juan Meseguer es un poeta y ensayista nacido en Madrid en 1981.

## Biografía

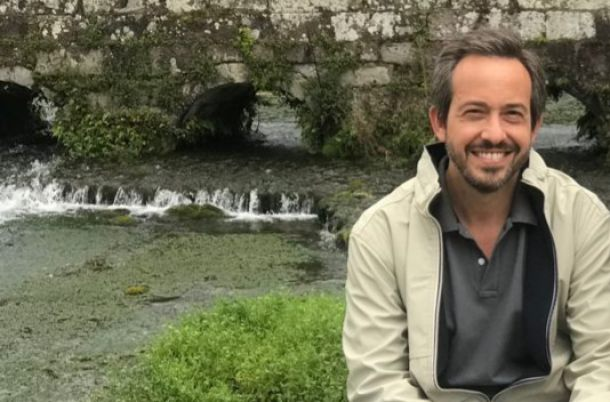
Juan Meseguer, poeta y ensayista

Profesor del Departamento de Formación Humanística de la Universidad Francisco de Vitoria. Miembro del consejo asesor del Instituto Razón Abierta. Licenciado en Derecho por la Universidad Complutense de Madrid. Doctor por la Universidad Nacional de Educación a Distancia con la tesis Democracia y valores en Karl Mannheim, defendida en la Facultad de Ciencias Políticas y Sociología.
Ha publicado varias monografías, ensayos y libros de divulgación, entre los que destaca Pensamiento crítico: una actitud (2016). También ha publicado cuatro libros de poemas: Carne misericordia (2022), Áspera nada (2014, accésit del Premio Adonáis de Poesía), Un secreto temblor (2011, premio Arcipreste de Hita) y Bancos de arena (2006, accésit del premio Adonáis). Es cofundador del grupo poético Esmirna.
Fue redactor jefe de Aceprensa entre 2016 y 2023. Con un enfoque internacional, sus artículos analizan corrientes de pensamiento, tendencias culturales de fondo e iniciativas para mejorar la conversación pública.

## Obra

### Poemarios
- Carne misericordia (Libros Canto y Cuento, 2022) [8]
- Áspera nada (Ediciones Rialp, 2014)[9]
- Un secreto temblor (Editorial Pre-Textos, 2011)[10]
- Bancos de arena (Ediciones Rialp, 2006)

### Otros libros
- Democracia y valores en Karl Mannheim. Una teoría social contra el liberalismo desarmado (CEU Ediciones, 2024)[11]
- Pensamiento crítico: una actitud (UNIR Editorial, 2016)[12][13]
- Familia: los debates que no tuvimos (Ediciones Encuentro, 2011) (coautor)
- La fiesta que no cesa (Ediciones Rialp, 2010)
- La familia que viene (Ediciones Rialp, 2008)